# ユーグ5世 (メーヌ伯)
メーヌ伯ユーグ5世（フランス語：Hugues V, comte du Maine, 1062年ごろ - 1131年）は、メーヌ伯（在位：1069年 - 1093年ごろ）。

## 生涯
ユーグ5世はミラノ辺境伯アルベルト・アッツォ2世・デステとメーヌ伯ユーグ4世の姉妹ガルサンドの間の息子である。1070年、ル・マンの市民と、マンソーの貴族らがノルマン人による支配に対し反乱を起こした。ノルマンディーとの南の境界を確保しノルマン人を追い出した後、若いユーグ5世がメーヌ伯として迎えられた。しかしまもなくしてユーグ5世がメーヌを支配する能力がないことが明らかとなり、ユーグ5世は嫌悪されるようになった。オーデリック・ヴィタリスは、ユーグ5世が能なし、臆病、怠け者で、統治の手綱を握るには完全に不適当であると述べた。ユーグはしばらくは伯位を保持していたが、従兄弟エリー1世は伯領を譲るようユーグを説得し、ユーグはエリー1世に領地を売却した。
1077年、ユーグはロベルト・イル・グイスカルドの娘エリアと結婚したが、ユーグは妻を扱いきれず離婚し、教皇ウルバヌス2世に破門され、ユーグは子供のいないまま死去した。